# Karkowo (powiat kołobrzeski)
Karkowo (do 1945 niem. Karkow) – wieś w północno-zachodniej Polsce położona w województwie zachodniopomorskim, w powiecie kołobrzeskim, w gminie Gościno.
Według danych z 30.06.2014 wieś miała 100 stałych mieszkańców.
W latach 1975–1998 miejscowość położona była w województwie koszalińskim.
Dawna wieś kościelna kapituły katedralnej w Kołobrzegu - zapiski na ten temat pochodzą z 1276 r. Na początku XV w. własność rodziny von Karkow, następnie była lennem rodu von Blanckenburg. W połowie XIX w. we władaniu mieszczańskiej rodziny Brüstlein z Berlina. Ostatnim właścicielem przed 1945 r. był Franz Henke. 
Wieś tworzy "Sołectwo Karkowo", obejmujące tylko Karkowo. Rada sołecka, która wspomaga sołtysa może się składać od 3 do 6 członków, a ich liczbę ustala zebranie wiejskie.

## Zabytki
- park pałacowy, pocz. XX, nr rej.: 920 z 2.12.1976[6]

inne
- pozostałości i pałacu.